# Ecuația lui Nernst
Ecuația lui Nernst este o egalitate care redă expresia algebrică a mărimii potențial electric de electrod funcție de concentrație a speciilor electroactive. A fost dedusă de Walther Nernst in anul 1888. Este o consecință din legea gazului ideal.
În cazul gazelor reale și al soluțiilor neideale in expresie apar mărimi corective pentru neidealitate ca activitate termodinamică și fugacitate.

## Formulare
Expresia este 
{\displaystyle E_{\text{red}}=E_{\text{red}}^{\ominus }+{\frac {RT}{zF}}\ln {\frac {a_{\text{Ox}}}{a_{\text{Red}}}}}
unde cu Ox este notat compusul care se oxidează, iar Red compusul care se reduce.
Alte expresii iau în considerare prezența electronului solvatat în această egalitate .